# 栄サンシティビル
栄サンシティビル （さかえサンシティビル） は、愛知県名古屋市中区栄にあるビルである。

## 概要
名古屋市中区役所と朝日生命保険が所有していたビルを共同で再開発して建設された高層ビルである。
地上部の下層階を中区役所、上層階を民間のオフィスビル、地下階を飲食店街とした名古屋市初の本格的な官民共同の複合ビルとして建設された。
都心にある立地を生かして名古屋市民ギャラリー栄が設置され、各種展覧会が開かれるなど市民の利用も多い公共施設でもある。
建設時に隣接する中部日本ビルディングの空調設備の更新時期を迎えていたことから、同ブロックにある料亭と合わせ地域冷暖房を当初から導入している。

## 主なテナント
- 朝日生命保険[2]
- 名古屋市中区役所[2]
- 名古屋市民ギャラリー栄[2]
- 長谷工コーポレーション名古屋支社
- 三菱重工中部支社
- 法テラス（日本司法支援センター）

なお、地下1階には名古屋栄四郵便局が入っていた。この郵便局は中日ビルの建て替えに伴い、2019年（平成31年）2月12日に「名古屋中日ビル内郵便局」が移転して改称されていたものである。中日ビル完成により「名古屋栄四郵便局」は中日ビル4階に再移転して2024年（令和6年）3月25日から「名古屋中日ビル内郵便局」として営業している。

## パブリックアート
- 清水九兵衛 「朱鯱容」

## 最寄り駅
- 名古屋市営地下鉄東山線・名城線 栄駅

## 参照
- 名古屋栄四丁目地区 - 中部地区 - あなたの街の地域熱供給事業 - 一般社団法人日本熱供給事業協会